# Sanctum Sanctorum (Marvel Comics)
El Sanctum Sanctorum (en español Sancta Sanctorum o simplemente El Santuario) es un edificio ficticio que aparece en los cómics estadounidenses publicados por Marvel Comics y es la residencia del Doctor Strange. El edificio apareció por primera vez en Strange Tales # 110 (julio de 1963) y está ubicado en 177A Bleecker Street en el vecindario Greenwich Village de la ciudad de Nueva York.Esta es una referencia a la dirección de un departamento compartido alguna vez por los escritores Roy Thomas y Gary Friedrich.
El Sanctum Sanctorum ha aparecido en varias adaptaciones a los medios del Doctor Strange, incluyendo en el Marvel Cinematic Universe.

## Historial de publicaciones
Apareció por primera vez con el Doctor Strange en su debut en Strange Tales #110 (julio de 1963). Los detalles del edificio han variado según el artista, con un crítico que señala, por ejemplo, Marvel Premiere # 3 (julio de 1972) que "[n] ot desde los días embriagadores de Ditko, por ejemplo, hizo el Sanctum Sanctorum del Doctor aparecen con un detalle tan delicioso, cargado como parecía, con el fuerte olor a incienso en llamas ".

## Caracterización

### Ubicación
El Sanctum Sanctorum es una casa de tres pisos ubicada en el 177A Bleecker Street en Greenwich Village de Nueva York, una referencia a la dirección de un apartamento compartido en la década de 1960 por Roy Thomas y Gary Friedrich. En los cómics, el edificio se dice que ha sido construido sobre el sitio de sacrificios paganos, y antes de esos rituales nativos americanos, y es un punto central para las energías sobrenaturales.

### Arquitectura
La representación del edificio ha variado con los años, pero algunos elementos siguen estando coherentes. Notablemente, parece que hay más espacio dentro del que parece haber desde afuera. Algunos corredores forman laberintos, y la disposición de las habitaciones parece cambiar por sí misma. La casa tiene muchos objetos mágicos poderosos, algunos de los cuales tienen una apariencia inocente. Algunos son peligrosos, tales como una radio que es fatal para el tacto. El sótano contiene un depósito, un horno, y la lavandería. La primera planta contiene salas de estar, comedores, y la biblioteca general. El segundo piso tiene las viviendas para Strange, Wong, y cualquier invitado que puedan tener. En la tercera planta del edificio está específicamente el Sanctum Sanctorum, porque allí es donde Strange tiene su sala de meditación y una biblioteca oculta, donde guarda el Libro de Vishanti, y su repositorio de artefactos antiguos y objetos de poder mágico, tales como el Orbe de Agamotto. El Santuario siempre tiene una ventana circular con cuatro líneas encaladas; este diseño se ha quedado con el edificio a pesar de la destrucción de la ventana en muchas ocasiones. El diseño es en realidad el Sello de Vishanti encontrado en la ventana del Sanctum Sanctorum del Dr. Strange; éste protege el Santuario de la mayoría de los invasores sobrenaturales, también llamada "Ventana de los Mundos", o la Ruda de Anomalía. Ciertos miembros de Los Nuevos Vengadores parecen reconocerlo. Chemistro, un supervillano miembro del ejército de Capucha, aunque no posee tal poder como para romper directamente el de Vishanti, fue capaz de cambiar la composición química de la madera que sostenía el sello para romperlo. En una historia del Barón Mordo quien fue capaz de transportar a la casa a otra dimensión.

### Residentes
Sus habitantes principales, además de Strange, han sido su amante y aprendiz llamada Clea, su sirviente llamado Wong, su aliado el Barón Mordo y el aprendiz de brujo llamado Rintrah.
El Sanctum Sanctorum se convirtió en la sede de Los Nuevos Vengadores por un tiempo, habiendo sido mágicamente disfrazado como un edificio abandonado designado como un sitio de construcción para un futuro café Starbucks. El disfraz deteriorado se extiende hasta el interior del edificio, como se necesitaba, indetectable incluso por la armadura Extremis del Hombre de Hierro.[cita requerida]
El edificio ha servido anteriormente como sede de Los Defensores también.

### Defensas
Después de construir la casa, el Doctor Strange lanza un hechizo permanente e intrincado de fuerza mística para protegerlo. A pesar de ello, fue destruida aparentemente en un asedio de fuerzas místicas, durante la historia Hijos de la Medianoche, mientras que diferentes héroes, tales como los Acechadores Nocturnos, Motorista Fantasma, y Johnny Blaze estaban escondidos dentro.
Durante la historia World War Hulk, el Santuario fue invadido parcialmente por las fuerzas de los alienígenas Warbound, con sus encantamientos defensivos e ilusiones destrozadas por Hiroim.
Después de utilizar magia negra inaceptable en la lucha contra Hulk, el Santuario es invadido por el ejército de Hood como se mencionó antes. La lucha devasta el Santuario, aunque los villanos son derrotados. El Doctor Strange se ve obligado a retirarse cuando la batalla le permite a Los Poderosos Vengadores sancionados por el gobierno para hacerse cargo del Santuario. Doctor Vudú es llamado para neutralizar los restos de las magias defensivas.
En al menos una ocasión, el Doctor Strange ha destruido las defensas del Santuario para evitar su explotación por parte de un enemigo.

## Otras versiones

### Marvel Zombies
En la continuidad "Marvel Zombies", un puñado de héroes tratan de encontrar ayuda e información en el Sanctum. Wong es asesinado allí por un zombi Doctor Druida, que luego es asesinado por Ash Williams. Algunos de los libros semi-vivos en la casa proveen de asistencia vital en el esfuerzo de la resistencia contra los zombis.

### Ultimate Marvel
En la continuidad 'Ultimate Marvel', un taxi propulsado por una gran fuerza es suficiente para perforar la defensa de la casa. La ventana del último piso se rompe, junto con la "prisión" para una gran cantidad de monstruos. Estos se sueltan, seguidos por Dormammu. El Sanctum es destruido en el proceso. Strange no sobrevive a la lucha resultante con Dormammu.

## En otros medios

### Televisión
- El Sanctum Sanctorum aparece por primera vez en The Super Hero Squad Show episodio "Aparece Dormammu." También aparece en otros episodios.
- El Sanctum Sanctorum aparece en Ultimate Spider-Man. Aparece en la temporada 1, episodio "No Hables con Extraños", donde El Hombre Araña y El Puño de Hierro visitan al Doctor Strange para ayudarlos a enfrentar a la Pesadilla. También aparece en la temporada 2, episodio "Capa y Daga", donde El Hombre Araña y Dagger van con el Doctor Strange, quien se encuentra con algunos Seres sin Mente y Cloak al capturarlo, antes de traer al grupo después de enfrentarse a Dormammu al final. Aparece en la temporada 4, episodio "Un Extraño y Pequeño Halloween", donde El Hombre Araña visita al Doctor Strange nuevamente, preguntándole sobre las personas y otras cosas que se convierten en monstruos en la noche de Halloween. En el episodio "Fiestas con Luna Llena", El Hombre Araña está protegiendo el Sanctum Sanctorum del Doctor Strange cuando escucha al Caballero Luna persiguiendo a una chica desde afuera. Por su seguridad, El Hombre Araña le permite ingresar al Sanctorum solo para descubrir que ella es Francis Beck, la hija de su presunto enemigo fallecido llamado Mysterio, porque hace algún tiempo, Hombre Araña eliminó a Mysterio y su casco fue llevado al Sanctum. Después de que Francis causa el caos entre su lucha contra Hombre Araña y el Caballero Luna dentro del Sanctum, el Doctor Strange regresa y descubre que su Sanctum fue destruido.
- El Sanctum Sanctorum aparece en Avengers Assemble. Aparece en la temporada 2, episodio "Widow Escapa", donde Los Vengadores van con el Doctor Strange, para ayudarlos a proteger las Gemas del Infinito de aquellos que desean tenerlas hasta Thanos. También aparece en la temporada 3, episodio, "Civil War, Parte 4: La Revolución de Los Vengadores, donde Los Vengadores cuentan nuevamente con la ayuda del Doctor Strange, para detener a los Inhumanos y robots centinelas, siendo controlados por Ultron, para destruir a la humanidad.
- El Sanctum Sanctorum aparece en Hulk and the Agents of S.M.A.S.H., 1.ª temporada, episodio "Extraños en una Tierra Extraña", donde A-Bomb es llevado por el Doctor Strange para darle una lección de trabajo duro para aprender sobre magia. Después de que Strange fue capturado por Dormmamu, los Agentes de S.M.A.S.H., que llevan a luchar contra Dormammu, A-Bomb tiene que usar lo que aprendió para enfrentarse a Dormammu y salvar el mundo.

### Películas
- El Sanctum Sanctorum aparece en la película para televisión de 1978 Dr. Strange.
- El Sanctum Sanctorum aparece en la película animada de 2007 Doctor Extraño: Hechicero Supremo.[12]
- El Sanctum Sanctorum aparece en la película animada de 2016 Hulk: Where Monsters Dwell.

### Marvel Cinematic Universe
El Sanctum Sanctorum aparece en las películas de acción real ambientadas en Marvel Cinematic Universe.
- Su primera aparición es en la película Doctor Strange (2016),[13]los Maestros de las Artes Místicas utilizan tres Santuarios en Nueva York, Londres y Hong Kong para defender la Tierra contra amenazas interdimensionales. Kaecilius intenta destruir los Santuarios para que Dormammu pueda consumir la Tierra, pero él y sus seguidores son derrotados por Doctor Strange, quien se convierte en el maestro del Santuario de Nueva York luego de la muerte de su maestro anterior, Daniel Drumm, y se establece allí. Los directores artísticos de la película reconocieron al propio Sanctum Sanctorum como "un gran personaje en la película", lo que los llevó a diseñar "un edificio con una personalidad distintiva e individualizada".
- El Sanctum Sanctorum aparece en la película de 2017 Thor: Ragnarok.[14]Strange transporta a Thor al Santuario para ayudarlo a él y a Loki a encontrar a su padre, Odin.
- El Sanctum Sanctorum aparece en la película de 2018 Avengers: Infinity War.[15]Bruce Banner se estrella contra el Santuario de Nueva York y advierte a Strange y Wong sobre Thanos. Strange convoca a Tony Stark para informarle sobre Thanos y las Gemas del Infinito y después de escuchar ruidos afuera, abandonan el Santuario. Wong regresa a través de un portal para proteger el Santuario.
- Una variante de la línea de tiempo alternativa del Santuario de Nueva York aparece en la película de 2019, Avengers: Endgame.[16]en la que Banner viaja en el tiempo hasta 2012 para recuperar la Gema del Tiempo y se encuentra con el Ancestral para que le dé la Gema de restaurar a los que fueron asesinados por Thanos en Infinity War.
- En el episodio "Journey into Mystery" de la serie de televisión de Disney+, Loki (2021), aparece un Sanctum alternativo dañado y no identificado. Está ubicado en el Vacío al final de los tiempos.[17]
- El Sanctum aparece en Spider-Man: No Way Home (2021).[18]Peter Parker visita el Santuario de Nueva York y descubre que está cubierto de nieve, con dos personas trabajando para palearla, mientras Wong lo saluda. Parker habla con Wong y Strange, pidiendo ayuda para borrar el conocimiento del mundo de que él es Spider-Man, causado por Mysterio. Wong se va a través de un portal y Strange lleva a Parker al sótano del Santuario a la cripta de las Runas de Kof-Kol, donde se realiza un hechizo a tal efecto, pero sale mal, lo que hace que personas desplazadas del universo alternativo ingresen a su universo. Más tarde, Strange lleva a los amigos de Parker, MJ y Ned Leeds, al Santuario para trabajar con Parker en la cripta, donde posteriormente Strange mantiene a los desplazados del universo en celdas. Strange llega con su artefacto llamado la Máquina de Kadavus que contiene el hechizo, pero Parker lo toma y sale corriendo del Santuario. Después dejar a Strange en una dimensión, Parker regresa a la cripta a través de un portal con el Anillo de Horda y libera a los desplazados del universo prometiéndoles ayudarlos, luego de darle el artefacto a MJ y el anillo a Leeds.
- Una versión de un universo alternativo del Santuario de Nueva York aparece en el episodio de la serie animada de Disney+ What If...? (2021), "What If... Zombies?!".
- El Sanctum aparece en la película Doctor Strange en el multiverso de la locura (2022).[19][20]Strange se despierta de un sueño multiversal en su dormitorio en el Santuario. Más tarde él se traslada al nivel principal y también arregla su reloj.
  - Además, aparecen dos versiones del Sanctum en universos alternativos, una dominada por Karl Mordo y otra que albergaba el "Siniestro Strange" corrompido por el Darkhold.

### Videojuegos
- El Sanctum Sanctorum sirve como cuartel general de los héroes de la tercera parte del juego Marvel: Ultimate Alliance. Se mudan de la Torre Stark después de enterarse de la participación de Loki en el plan maestro del Doctor Doom (porque él, disfrazado del Mandarín en Atlantis, logró desviar el equipo de los héroes de llegar hasta la Muerte). A partir de ahí, el jugador puede acceder a Mundo Asesino (que aparece por primera vez como un castillo de la Muerte escasamente disimulado, cortesía de un conjuro de desviación del Barón Mordo) y el Reino de Mephisto. Si el jugador tiene al Doctor Strange en su equipo, pueden entrar en su habitación.
- El Sanctum Sanctorum también aparece en The Incredible Hulk como un punto de referencia.
- El Sanctum Sanctorum también aparece en el videojuego Ultimate Spider-Man como un punto de referencia.[21]
- El Sanctum Sanctorum aparece en Lego Marvel Super Heroes y Lego Marvel Super Heroes 2.
- El Sanctum Sanctorum aparece como un hito en Marvel's Spider-Man, Spider-Man: Miles Morales[22]y Marvel's Spider-Man 2.[23][24]
- El Sanctum Sanctorum aparece en Marvel Snap.[25][26]
- El Sanctum Sanctorum aparece en Marvel's Midnight Suns.

### LEGO
El Sanctum Sanctorum ha sido representado en ladrillos LEGO como el set 76108 The Sanctum Sanctorum Showdown, vendido por The LEGO Group.